# The Adjuster
The Adjuster (bra: O Corretor) é um filme canadense de 1991, do gênero comédia dramática, escrito e dirigido por Atom Egoyan.

## Sinopse
Corretor de seguros envolve-se sexualmente com seus clientes; sua mulher trabalha para o departamento de censura e corta cenas pornográficas dos filmes, com as quais monta vídeos picantes e os mostra a sua irmã.

## Elenco
- Elias Koteas .... Noah Render
- Arsinée Khanjian .... Hera
- Maury Chaykin .... Bubba
- Gabrielle Rose .... Mimi
- Jennifer Dale .... Arianne
- David Hemblen .... Bert
- Rose Sarkisyan .... Seta
- Armen Kokorian .... Simon
- Jacqueline Samuda .... Louise
- Gerard Parkes .... Tim
- Patricia Collins .... Lorraine
- Don McKellar .... Tyler
- Stephen Ouimette .... Larry
- Raoul Trujillo .... Matthew